# Gallinula chloropus
La gallinella d'acqua (Gallinula chloropus (Linnaeus, 1758)) è un uccello della famiglia dei Rallidi.

## Descrizione
La gallinella d'acqua si riconosce per il piumaggio nero nelle parti anteriori e marrone scuro sulla parte posteriore del corpo e sulle ali; il becco giallo è dotato alla base di una cera rossa. Le ali chiuse presentano una striscia di penne bianche, come pure è bianco il posteriore sotto la breve coda. La lunghezza supera i 30 cm. Le zampe sono di colore giallo verdastro, dotate di dita molto lunghe.

## Biologia
La gallinella è un'abile nuotatrice; il movimento nell'acqua è caratteristico perché procede a scatti; il volo è piuttosto pesante. Se spaventata emette un caratteristico richiamo; questo comportamento permette il censimento degli animali anche quando sono nascosti alla vista.
È una specie onnivora: si nutre di insetti acquatici, piccoli pesci, crostacei, molluschi, germogli di piante acquatiche e altra materia vegetale. 

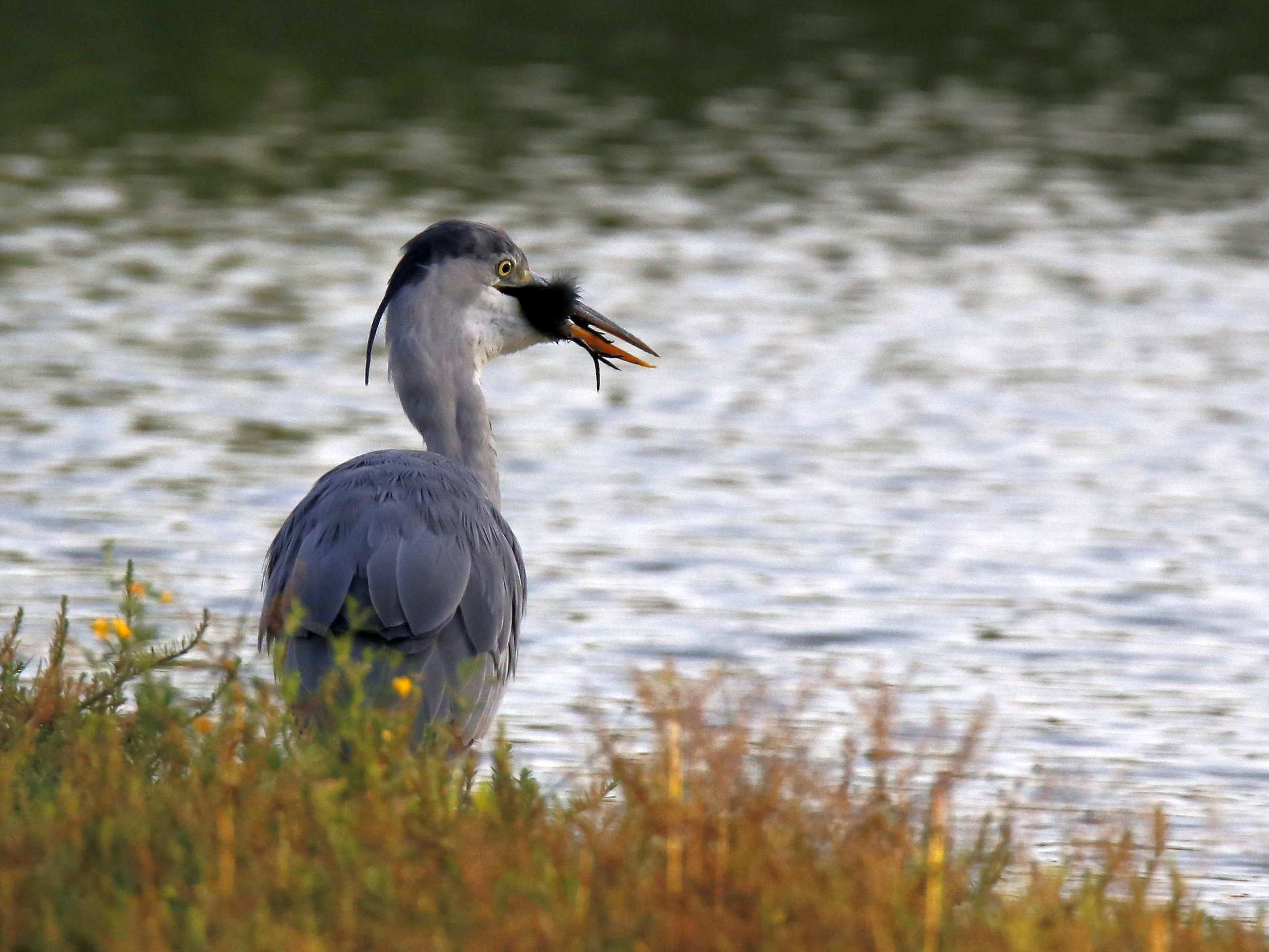
Airone cenerino (Ardea cinerea) che si ciba di un pulcino di gallinella.

Costruisce il nido nel folto della vegetazione acquatica preferibilmente presso la riva ma anche su isolotti precari, oppure sulla riva del corso d'acqua. Le femmine vi depongono da cinque a dieci uova marroncine maculate con chiazze più scure che sono covate da entrambi i sessi per oltre venti giorni. I piccoli sono nidifugi e seguono i genitori dai quali sono accuditi per alcune settimane. I piccoli possono essere predati dall'airone cenerino.

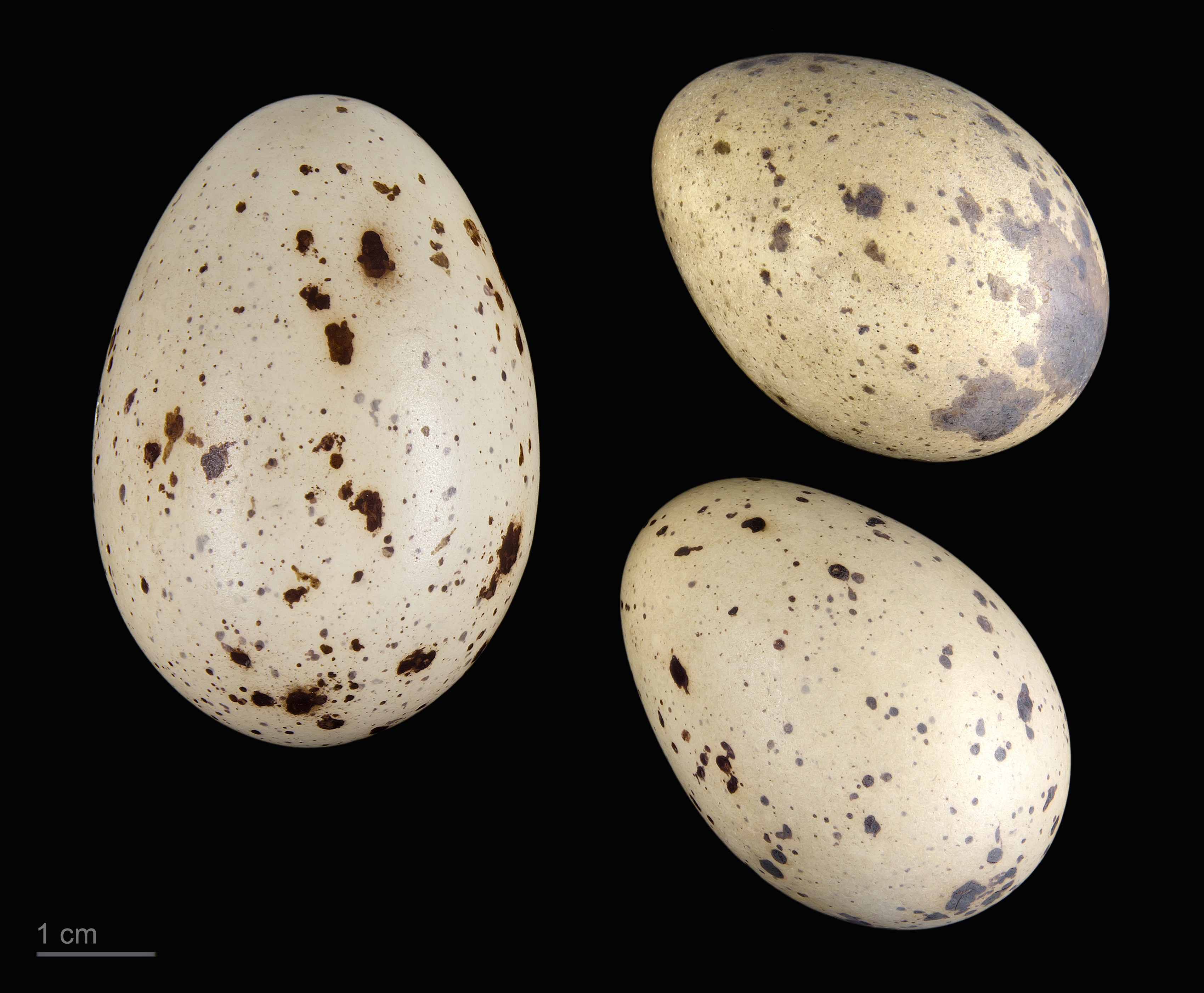
Gallinula chloropus

## Distribuzione e habitat
La gallinella d'acqua, con diverse sottospecie, è diffusa in Europa, Africa e Asia. Nidificante e stanziale in Europa centrale, in Europa meridionale e in Europa occidentale. Nidificante estiva in Europa orientale. Non è considerata una specie in pericolo.
Frequenta luoghi umidi: stagni, laghi, rogge e fossati e in generale terreni umidi e acque che scorrono lentamente con molte piante acquatiche.

## Tassonomia
Ne vengono riconosciute cinque sottospecie:
- G. c. chloropus (Linnaeus, 1758) (dall Europa e Nordafrica a Giappone e Sud-est asiatico);
- G. c. meridionalis (C. L. Brehm, 1831) (Africa subsahariana e Sant'Elena);
- G. c. pyrrhorrhoa A. Newton, 1861 (Madagascar, Réunion, Mauritius e Comore);
- G. c. orientalis Horsfield, 1821 (Seychelles, Andamane, penisola malese, Indonesia e Filippine);
- G. c. guami E. Hartert, 1917 (Marianne settentrionali e Guam).

## Voci correlate

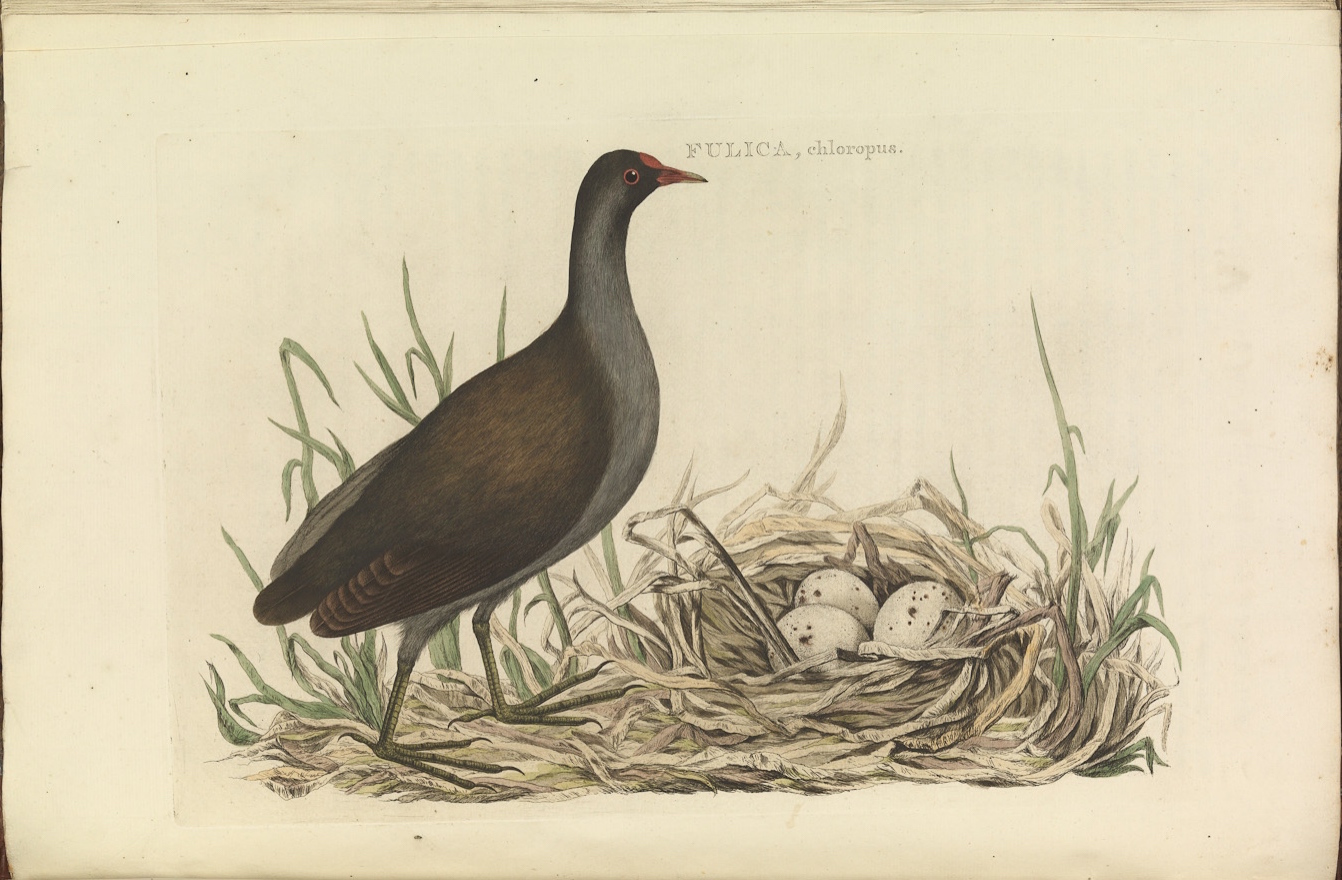
Gallinula chloropus in Nederlandsche vogelen 1770.